# Стокбридж (Мічиган)
Стокбридж (англ. Stockbridge) — селище (англ. village) в США, в окрузі Інгем штату Мічиган. Населення — 1244 особи (2020).

## Географія
Стокбридж розташований за координатами 42°26′51″ пн. ш. 84°10′32″ зх. д. / 42.44750° пн. ш. 84.17556° зх. д. (42.447574, -84.175549).  За даними Бюро перепису населення США в 2010 році селище мало площу 3,95 км², з яких 3,91 км² — суходіл та 0,04 км² — водойми.

## Демографія
Згідно з переписом 2010 року, у селищі мешкало 1218 осіб у 481 домогосподарстві у складі 328 родин. Густота населення становила 309 осіб/км².  Було 552 помешкання (140/км²).
Расовий склад населення:
| - 96,7 % — білих - 0,9 % — корінних американців - 0,2 % — чорних або афроамериканців - 0,2 % — азіатів |

До двох чи більше рас належало 1,8 %. Частка іспаномовних становила 3,1 % від усіх жителів.
За віковим діапазоном населення розподілялося таким чином: 29,4 % — особи молодші 18 років, 58,3 % — особи у віці 18—64 років, 12,3 % — особи у віці 65 років та старші. Медіана віку мешканця становила 36,8 року. На 100 осіб жіночої статі у селищі припадало 88,0 чоловіків;  на 100 жінок у віці від 18 років та старших — 85,7 чоловіків також старших 18 років.
Середній дохід на одне домашнє господарство  становив 52 894 долари США (медіана — 45 536), а середній дохід на одну сім'ю — 62 324 долари (медіана — 51 613). Медіана доходів становила 45 455 доларів для чоловіків та 35 568 доларів для жінок. За межею бідності перебувало 5,8 % осіб, у тому числі 10,0 % дітей у віці до 18 років та 2,8 % осіб у віці 65 років та старших.
Цивільне працевлаштоване населення становило 465 осіб. Основні галузі зайнятості: освіта, охорона здоров'я та соціальна допомога — 24,1 %, роздрібна торгівля — 18,9 %, виробництво — 14,6 %, мистецтво, розваги та відпочинок — 11,0 %.